# Nürnberger Krankenversicherung
Die Nürnberger Krankenversicherung Aktiengesellschaft (NKV oder Nürnberger Kranken) mit Sitz in Nürnberg ist ein deutscher privater Krankenversicherer der Nürnberger Versicherung. Die Versicherung bietet mit Zulassung vom 31. Oktober 1991 durch die Bundesanstalt für Finanzdienstleistungsaufsicht (BaFin) das gesamte Tarifspektrum der privaten Krankenversicherung an.

## Geschichte
1991 gründete die Nürnberger Versicherungsgruppe die Nürnberger Krankenversicherung als eigene private Krankenversicherungssparte in Form einer Aktiengesellschaft als Alternative und Ergänzung zur gesetzlichen Gesundheitsversorgung.

## Aufbau
Die Nürnberger Krankenversicherung ist mit der Nürnberger Beteiligungs-Aktiengesellschaft konzernmäßig gemäß § 18 Aktiengesetz verbunden.
Die Beteiligungs-AG führt nach geschlossenem Funktionsausgliederungs- und Dienstleistungsvertrag Arbeiten größtenteils in den Bereichen Revision, Datenschutz, Planung, Controlling, Risikomanagement, Öffentlichkeitsarbeit, Recht und Steuern aus.
Es werden keine eigenen Mitarbeiter beschäftigt, da über einen konzernintern verrechneten Funktionsausgliederungs- und Dienstleistungsvertrag mit der Nürnberger Lebensversicherung die Arbeiten für die Bestandsverwaltung, Leistung, Rechnungswesen, Vermögensmanagement und Vertrieb (teilweise) ausgelagert sind.